# Jean Alavoine
Jean Alavoine (Roubaix, 1 de abril de 1888 - Argenteuil, 18 de julho de 1943) foi um ciclista profissional da França.

## Participações no Tour de France
Foi vencedor de 17 etapas do Tour de France, a primeira em 1909, a última 14 anos depois, algo único na história do ciclismo..
Melhor ciclista nos Pirenéus, onde ganhou por seis vezes, o dobro de Federico Bahamontes, Eddy Merckx ou Lucien van Impe, Alavoine permanece como o oitavo mais vitorioso de sempre na Volta à França. Dono de uma carreira excepcional, encerrada em 1925, no final de um último Tour muito honrado, em que ficou em 13.º. Nunca vencou o Tour.
- Tour de France 1909 : 3º colocado na classificação geral, vencedor de duas etapas
- Tour de France 1912 : 5º colocado na classificação geral, vencedor de três etapas
- Tour de France 1913 : 19º colocado na classificação geral
- Tour de France 1914 : 3º colocado na classificação geral, vencedor de uma etapa
- Tour de France 1919 : 2º colocado na classificação geral, vencedor de cinco etapas
- Tour de France 1920 : abandonou na 2ª etapa
- Tour de France 1921 : abandonou na 4ª etapa
- Tour de France 1922 : 2º colocado na classificação geral, vencedor de três etapas
- Tour de France 1923 : 2º colocado na classificação geral, vencedor de três etapas
- Tour de France 1924 : 14º colocado na classificação geral
- Tour de France 1925 : 13º colocado na classificação geral